# Župnija Lesce
Župnija Lesce je rimskokatoliška teritorialna župnija Dekanije Radovljica Nadškofije Ljubljana. Župnijska cerkev v Lescah je posvečena Mariji vnebovzeti.